# María Talavera
María Williams de Talavera (Amapala, 24 de julio de 1929 – 1981) fue una pintora hondureña que cursó su educación universitaria en los Estados Unidos. al regresar a Honduras estudió dibujo en la Escuela Nacional de Bellas Artes bajo la dirección de Gelasio Giménez con quien realizó óleos aplicados con espátula sobre tela. Talavera nunca se apartó del realismo, que fue enriqueciéndose con rasgos expresionistas.

## Formación académica
Estudió en la escuela elemental y secundaria en el Instituto María Auxiliadora de Tegucigalpa, luego se trasladó a los Estados Unidos donde inició estudios preuniversitarios, comenzando a tomar cursos libres de arte. Al regresar a Honduras con el maestro continuó su formación con cursos de pintura al óleo aplicados por medio de la espátula sobre tela. Posteriormente, recibió clases en Guatemala con el artista Xipacna de Léon.

## Obra pictórica
Su obra se enmarca dentro del realismo. En ella representa personajes populares o humildes tratados con una gran dignidad. Resalta lo humano de las personas no importa donde aparezcan como en La alambrada, Bañista y Los maniquiés que expuso en el Instituto Hondureño de Cultura Interamericana, rodeados de seres sin alma y sin carácter de los que, por otra parte, se dice que simbolizan los estados de anulación que lo antihumano es capaz de generar si no se le anteponen las debidas resistencias.
La temática de los objetos cotidianos como La silla de alejo, Los girasoles agachados y Flores de Durazno, de 1971 y en la Colección del Banco Central de Honduras, se evidencia una gran capacidad en el manejo de la composición artística con el mínimo de elementos para ubicar el centro de interés en una disposición abierta, ya que las ramas salen de la superficie del cuadro. El trazo de las mismas es espontáneo, realizado con toques precisos con la espátula.
En los Girasoles agachados muestra una composición asimétrica donde el predominio de las líneas curvas por medio de los pétalos y las hojas refleja un intento de expresar todo tipo de sentimientos. Se sabe que sembraba en su casa diferentes plantas para que le sirvieran de modelo posiblemente como un homenaje a Van Gogh.

## Reconocimiento
Obtuvo el primer premio para artistas no profesional en el V Salón anual de pintura del Instituto Hondureño de Cultura Interamericana y, posteriormente, la Antología de las Artes Plásticas de Honduras 2002 lleva su nombre donde se reunieron una cantidad de obras cedidas por sus familiares. De su trabajo artístico el embajador de España en Honduras de aquel entonces expresa: "vivió el arte con intensidad y nos legó obras de gran talento y expresividad".
Pertenece a la generación del 60 conocida como "la generación de la identificación", destacada por su empatía con los problemas sociopolíticos del momento. Entre ellos se caracteriza María Talavera como reflejo de su humanismo, llevado a la práctica en su vida personal con acciones como la acogida en su propia casa de niños y niñas abandonados.